# KNVB beker 1990-1991
La Coppa d'Olanda 1990-1991 (vero nome: KNVB Beker o Amstel Cup per ragioni di sponsor) fu la 73ª edizione della coppa nazionale dei Paesi Bassi.

## 1º Turno
Giocati il 13 e 14 ottobre 1990.
| Squadra 1        | Risultato       | Squadra 2        |
| ---------------- | --------------- | ---------------- |
| NSVV             | 2 - 2 (2-4 dcr) | Heracles Almelo  |
| Oranje Nassau    | 0 - 1 (dts)     | Zwolle           |
| Quick Boys       | 5 - 2           | Helmond Sport    |
| Rijnsburgse Boys | 3 - 2           | Veendam          |
| Genemuiden       | 2 - 3 (dts)     | De Graafschap    |
| Spartaan 1920    | 0 - 4           | Eindhoven        |
| Spijkenisse      | 1 - 4           | VVV-Venlo        |
| Enschede         | 0 - 2           | N.E.C.           |
| De Treffers      | 2 - 3           | Willem II        |
| VV TSC           | 0 - 2           | SV Meerssen      |
| De Valleivogels  | 3 - 5 (dts)     | Vlissingen       |
| Jong Vitesse     | 1 - 2 (dts)     | Den Bosch        |
| Vitesse Delft    | 1 - 4           | Dordrecht        |
| VVOG             | 0 - 3           | Wageningen       |
| Achilles 1894    | 2 - 1           | RBC Roosendaal   |
| ACV              | 0 - 4           | Sparta Rotterdam |
| AFC              | 0 - 1           | Cambuur          |
| SV Babberich     | 2 - 3           | Excelsior        |
| Bennekom         | 0 - 6           | MVV              |
| Concordia/SVD    | 1 - 4           | SVV              |
| DCV              | 0 - 3           | Haarlem          |
| DWV              | 1 - 2           | Telstar          |
| USV Elinkwijk    | 4 - 3 (dts)     | AZ Alkmaar       |
| VV Geldrop/AEK   | 3 - 2           | Heerenveen       |
| RKSV Halsteren   | 1 - 2           | Go Ahead Eagles  |
| Hoogeveen        | 0 - 3           | Emmen            |
| TSV Longa        | 0 - 2           | Utrecht          |
| Noordwijk        | 1 - 5           | NAC Breda        |

### Turno intermedio
Giocato il 14 novembre 1990
| Squadra 1        | Risultato   | Squadra 2       |
| ---------------- | ----------- | --------------- |
| Achilles 1894    | 1 - 2       | NAC Breda       |
| Cambuur          | 1 - 2       | Go Ahead Eagles |
| Eindhoven        | 1 - 3 (dts) | Wageningen      |
| MVV              | 0 - 2       | Utrecht         |
| Quick Boys       | 1 - 2       | N.E.C.          |
| Rijnsburgse Boys | 0 - 2       | Dordrecht       |
| Heracles Almelo  | 5 - 2       | Telstar         |

## 2º Turno
Giocati il 14, 15 e 16 dicembre 1990
| Squadra 1        | Risultato       | Squadra 2       |
| ---------------- | --------------- | --------------- |
| PSV              | 2 - 1           | Zwolle          |
| Roda JC          | 4 - 0           | Emmen           |
| Heracles Almelo  | 0 - 1           | Feyenoord       |
| Sparta Rotterdam | 1 - 0           | Volendam        |
| SV Meerssen      | 2 - 2 (4-5 dcr) | De Graafschap   |
| SVV              | 2 - 1           | Fortuna Sittard |
| Vlissingen       | 1 - 3           | Groningen       |
| VVV-Venlo        | 0 - 1           | Utrecht         |
| Dordrecht        | 1 - 0           | Twente          |
| USV Elinkwijk    | 1 - 3 (dts)     | Willem II       |
| Excelsior        | 0 - 5           | Ajax            |
| Den Haag         | 5 - 3           | Haarlem         |
| VV Geldrop/AEK   | 1 - 4           | Den Bosch       |
| Go Ahead Eagles  | 2 - 3           | Vitesse         |
| NAC Breda        | 1 - 0           | RKC Waalwijk    |
| N.E.C.           | 1 - 2           | Wageningen      |

## Ottavi
Giocati il 23 gennaio 1991.
| Squadra 1     | Risultato       | Squadra 2        |
| ------------- | --------------- | ---------------- |
| Ajax          | 3 - 1           | Groningen        |
| Den Bosch     | 3 - 1           | Sparta Rotterdam |
| Feyenoord     | 2 - 1           | NAC Breda        |
| PSV           | 8 - 1           | Wageningen       |
| Willem II     | 5 - 0           | SVV              |
| Roda JC       | 2 - 1           | Utrecht          |
| Vitesse       | 3 - 1           | Den Haag         |
| De Graafschap | 1 - 1 (3-4 dcr) | Dordrecht        |

## Quarti
Giocati il 27 febbraio 1991.
| Squadra 1 | Risultato       | Squadra 2 |
| --------- | --------------- | --------- |
| Den Bosch | 0 - 0 (4-3 dcr) | Vitesse   |
| Roda JC   | 1 - 0           | Ajax      |
| Willem II | 2 - 3 (dts)     | PSV       |
| Dordrecht | 1 - 3           | Feyenoord |

## Semifinali
Giocate il 27 marzo e 11 aprile 1991.
| Squadra 1 | Risultato       | Squadra 2 |
| --------- | --------------- | --------- |
| Den Bosch | 2 - 2 (4-2 dcr) | Roda JC   |
| PSV       | 0 - 1           | Feyenoord |

## Finale
Giocata il 2 giugno 1991.
| Squadra 1 | Risultato | Squadra 2 |
| --------- | --------- | --------- |
| Feyenoord | 1 - 0     | Den Bosch |

| 2 giugno 1991                                 | Feyenoord | 1 – 0 | Den Bosch |  |
| \| \| \| \| \| Witschge 8’ \| Marcatori \| \| |           |       |           |  |
|                                               |           |       |           |  |
| Witschge 8’                                   | Marcatori |       |           |  |